# Президентские выборы в Алжире (2019)
Президентские выборы 2019 года в Алжире состоялись 12 декабря. Первоначально они должны были состояться 18 апреля, но президент Бутефлика отложил выборы в ответ на протесты против выдвижения его кандидатуры на пятый срок. Однако Абдель Азиз Бутефлика подал в отставку уже 2 апреля на фоне протестов, а Абдель Кадер Бенсалах вступил в должность исполняющего обязанности президента через неделю. В дальнейшем выборы были назначены на 4 июля, однако и в этот день выборы не состоялись из-за отсутствия кандидатов.

## Перенос и подготовка выборов
10 апреля было объявлено, что выборы были перенесены на 4 июля. При этом, согласно Конституции Алжира, Бенсалах не имеет права участвовать в них.
Однако 2 июня выборы были перенесены, из-за отсутствия кандидатов.

## Кандидаты

### Отменённые выборы 18 апреля
Вопреки массовым протестам, 3 марта 2019 года, на следующий день после своего 82-го дня рождения и во время прохождения медицинского обследования в Швейцарии, президент Абдель Азиз Бутефлика официально представил свою кандидатуру, но в заявлении, зачитанном по государственному телевидению, заявил, что не будет отбывать полный срок в случае переизбрания. Вместо этого он пообещал организовать национальную конференцию и назначить дату досрочных выборов, в которых он уже не будет участвовать. Неделю спустя, 11 марта 2019 года, Бутефлика вышел из предвыборной гонки и выборы были отложены.
1 ноября 2018 года журналист Гани Махди объявил, что будет кандидатом на этих выборах.
4 апреля 2019 года Али Гедири, бывший директор по персоналу Министерства обороны, объявил о своём участии в выборах.

### Отменённые выборы 4 июля
Для участия в выборах 4 июля 2019 года подали заявку два кандидата: Абдельхаким Хамади из Джиджеля, родившийся 23 августа 1965 года, который работал ветеринаром, а позднее стал бизнесменом, и Хамид Туахри, авиационный инженер-механик, который работал в сфере продаж и строительства в медицине и управлял фирмой, занимающейся производством аудиовизуальной продукции. Заявления обоих кандидатов были поданы 25 мая, а затем отклонены Конституционным советом, который отменил выборы из-за невозможности их организовать.

### 12 декабря
145 человек подали свои заявки на участие в выборах. Однако только 5 из них были зарегистрированы по состоянию на 2 ноября:
| Кандидат             | Фото | Должность/деятельность                                             | Субъект выдвижения                       | Статус          | Примечание |
| -------------------- | ---- | ------------------------------------------------------------------ | ---------------------------------------- | --------------- | ---------- |
| Абдельмаджид Теббун  |      | бывший премьер-министр Алжира (2017) при президенте Бутефлике      | независимый                              | зарегистрирован |            |
| Али Бенфлис          |      | бывший премьер-министр Алжира (2000—2003) при президенте Бутефлике | Талаи аль‑Хуррият                        | зарегистрирован |            |
| Аззедин Михуби       |      | бывший министр культуры (2015—2019)                                | Национальное демократическое объединение | зарегистрирован |            |
| Абделькадер Бенгрина |      | бывший министр туризма (1997—1999), депутат (2002—2007)            | Аль-Бина                                 | зарегистрирован |            |
| Абдельазиз Белайд    |      | лидер Фронта будущего                                              | Фронт будущего                           | зарегистрирован |            |

Издание «Al Jazeera English» описала всех пятерых кандидатов как «членов политического истеблишмента», уход которых от власти является одной из главных целей алжирских протестов.

## Бойкот выборов 12 декабря

### Протестующие
В еженедельных акциях протеста, которые продолжались с начала 2019 года, в результате которых Бутефлика снял свою кандидатуру на первоначально запланированных выборах и подал в отставку с поста президента, двадцать тысяч протестующих призвали бойкотировать выборы 12 декабря на том основании, что политическая система с уходом Бутефлики не претерпела изменений. В демонстрации (37-я пятничная еженедельная акция), состоявшейся 1 ноября 2019 года с участием двухсот тысяч человек, протестующие призвали уволить всех членов действующей системы власти и радикально изменить политическую систему. Они отвергли выборы 12 декабря под лозунгами, описывающими их как «выборы с бандами» и выборы, организованные коррумпированной властью, которые к тому же является ловушкой для идиотов.

### Политические лидеры и организации
Бывший премьер-министр страны Ахмед Бенбитур, бывший министр Абдельазиз Рахаби, лидер партии «Поколение 54-го года» Али Фаузи Ребейн, лидер «Вооружённой исламской группы» Мохамед Саид и бизнесмен Рашид Некказ объявили, что они не являются кандидатами из-за неудовлетворительного политического климата.
28 сентября лидер «Фронт справедливости и развития» Абдалла Джабалла объявил, что его партия не будет участвовать в выборах. За этим обращением последовало «Общество движения за мир», которое приняло аналогичное решение по тем же причинам.
«Силы демократической альтернативы» (коалиция, включающая в себя «Фронт социалистических сил», «Объединение за культуру и демократию», «Партию трудящихся», «Социалистическую рабочую партию», «Союз за перемены и прогресс», «Демократическое и социальное движение», «Партию за секуляризм и демократию» и «Альянс за защиту прав человека») объявили о своём отказе участвовать в голосовании.

### Мэры городов
В сентябре 56 мэров в регионе Кабилия заявили, что откажутся организовать выборы 12 декабря в своих муниципалитетах и сделают всё возможное, чтобы не допустить проведения голосования.